# Николайчук, Иван Маркович
Иван Маркович Николайчук, вариант написания фамилии Миколайчук (19 августа 1884 — 6 апреля 1942) — украинский учитель, член Украинской центральной Рады и Всероссийского учредительного собрания.

## Биография
Родился в крестьянской семье в селе Кисляк Гайсинского уезда Подольской губернии. В 1898—1901 годах учился Гайсинском городском училище, окончил его с отличием. Затем окончил педагогические курсы в Каменце-Подольском. Получил право работать учителем в сельских школах.
Во время учёбы увлёкся революционными идеями, в 1904 году вступил в партию социалистов-революционеров. С 1909 года политический поднадзорный. В 1913 году окончил Педагогический институт, отделение при Университете Святого Владимира в Киеве, при этом получил право преподавания в любых средних учебных заведениях. После этого поступил в Харьковский университет, который окончил экстерном. Самостоятельно изучал иностранные языки, кроме украинского и русского владел польским, французским и немецким, хорошо знал латынь, понимал греческий и английский.
По окончании Харьковского университета И. М. Николайчука назначают инспектором народных училищ Гайсинского уезда. В это время предводитель дворянского собрания Гайсинского уезда по согласованию с губернским предводителем представил его на присвоение личного дворянства, но Иван Маркович отказался от этой привилегии в письменной форме, так как она не соответствовала убеждениям социалиста-революционера. В 1914 году по отношению к начавшейся Первой мировой войне занял пораженческую позицию, в 1915 был привлечён по делу о пропаганде «самостийной» Украины. Приговорён к вечному поселению в Сибири в бассейне реки Лены в распоряжение Вилюйского или Якутского (?) Охранного отделения. На поселении было много политических ссыльных, Николайчук возглавил эсеровскую фракцию. Фракция вела ожесточенные споры с большевиками, среди которых выделялись Григорий Петровский (руководитель фракции большевиков), Серго Орджоникидзе и другие. Политические разногласия не помешали сохранить хорошие человеческие отношения с товарищами по ссылке.
В марте 1917 года после Февральской революции в связи с политической амнистией И. М. Николайчук получил возможность вернуться в Подолию. Там он приступил к созданию в Подольской и прилегающих губерниях «Селянских Спилок» с тем, чтобы они имели возможность делегировать своих представителей в Центральную Раду УНР. С 1917 года член Украинской партии социалистов-революционеров
В мае 1917 года он участвовал в организации и проведении Украинского съезда Селянских Спилок, собравшем две тысячи депутатов. Съезд избрал «Всеукраинский Совет Селянских депутатов», а Ивана Николайчука своим представителем в Украинскую Центральную Раду, оставив его также и в составе ЦК «Всеукраинской Рады Селянских депутатов».
В УЦР начал вести работу как инструктор по Подолии.

Информация инструктора УЦР Ив. Николайчука о политическом положении в Гайсинском уезде
                                                                                                                                9 июня 1917 г.
Гайсинский уезд на Подолье:
"Для серьезной работы нужна такая организация, которая охватывала бы всех крестьян — и старых, и молодых, и грамотных, и неграмотных, и женщин, и мужчин. Такой организацией выбрана «Украинская Селянская Спилка», в которую должны входить все крестьяне, имеющие право голоса.
18 мая на уездном крестьянским съезде единогласно принята программа партии украинских социалистов-революционеров.
Теперь в уезде существует «уездная управа (комитет) Селянских Спилок». Есть надежда, что крестьянство Гайсинского уезда скоро станет сплоченным в одну мощную сознательную общину и сможет уже подать свой голос в том или ином деле и само сможет постоять за свои интересы.
При организации крестьян в Гайсинском уезде возникли такие явления и события, на которые стоит обратить серьезное внимание.
Организационная работа начала проводиться безусловно на национальной почве. Союз представляет близкую, родную, украинскую организацию, делопроизводство ведётся на родном украинском языке. Это видно не всем нравилось, появились враги нашего возрождения к новой жизни. Наиболее враждебно проявил себя «Совет рабочих и солдатских депутатов», руководителем которого является тайный враг украинства, центрист, прапорщик Узун и его друг, явный враг украинства, прапорщик Китали. Они задались целью — «просвещать хохлов в духе единства!». Они сейчас начали заполнять весь уезд своими войсковыми делегатами-москалями, которые стараются, чтобы наш украинский народ, не дай Бог, не проявил Мазепского духа. Сознательные украинцы из Украинской Войсковой Рады местного гарнизона не допускаются в число этих делегатов, хотя они деревне безусловно были бы очень полезны.
Скоро народ раскусил и их национальную закваску с глубоко спрятанным нерасположением к украинству, к притязаниям украинского народа. И следствием этого явился протест крестьянства против работы таких делегатов (агитаторов).
Крестьяне победили этих непрошеных гостей — и на крестьянском съезде деликатно сказали в своём постановлении, чтобы «Совет» не присылал их в села, просили присылать людей близких к украинскому народу.
Но упорные обрусители Узун и Китали не послушались. Характерное явление. Как услышали, что в селах учреждаются «Украинская Селянская Спилка», сейчас же созвали совещание и начали обсуждать дело об учреждении «Крестьянских Всероссийских Союзов». Представителем местных организаций было сообщено на этом совещании о том, что организация крестьянства уже начата местными силами, для этой работы разработаны уже программы, и всем, кто хочет помочь в этой работе, следует войти в согласие с нашими организациями.
К согласию «солдатские и рабочие депутаты» разослали делегатов-обрусителей с мертвыми инструкциями и приказали «Организовать в каждом селе крестьянские всероссийские союзы».
Крестьяне во многих местах дают резкий отпор этим агитаторам. «У нас принято на съезде учредить "Украинские Селянские Спилки" и мы уже их и основываем, и в "Крестьянских союзах" не нуждаемся», — говорят крестьяне.
— Iван Миколайчук, «Народня воля». 22 (09).06.1917., перевод с украинского
Вскоре, учитывая работоспособность и результаты политической работы Николайчука ему предложили занять место товарища (заместителя) министра земледелия в Киеве. Был близок к Грушевскому, Винниченко, Петлюре, Ефремову.
В конце 1917 года избран в Подольском избирательном округе во Всероссийское учредительное собрание по списку № 1 (украинские эсеры, Селянская спилка, украинские социал-демократы).
18 февраля 1918 года немецкие войска оккупировали Украину и, свергнув Центральную Раду, помогали создать Гетманщину во главе со Скоропадским. Иван Николайчук не признает немецкую оккупационную власть и уходит в подполье, организуя партизанское движение в Подолье. В борьбе против немцев был союзником с большевиками. Немецкая жандармерия арестовала Николайчука, 5 месяцев он провёл в тюрьме города Жмеринка.
С приходом большевиков в 1918—1919 годах началась борьба крестьянства и казачества с ними. Особенно сильным партизанское движение было в Черкасской губернии (Холодный Яр) и на Подолии. Десятки атаманских отрядов рвут Украину на части. В это время И. М. Николайчук работал учителем, но поддерживал советами и наставлениями руководителя известного отряда — атамана Анания Волынца, который приходился ему двоюродным братом.
Летом 1919 года вместе с небольшим отрядом Волынец принял неравный бой в Кисляке, родном селе Ивана Николайчука, окруженном со всех сторон красными. Не взяв в плен атамана, большевики наложили на местных жителей огромную продовольственную контрибуцию за содействие повстанцам. На вагонах эшелона, куда загрузили сотни пудов сахара, масла, сала, мёда красный командир велел написать: «Подарок красному Петрограду». Но до Питера груз не дошел: ночью на станцию Гайворон, пока заменяли паровоз, неожиданно налетел Волынец и захватил эшелон.
16 июня 1919 Ананий Волынец созвал в Гайсине уездный крестьянский съезд, который избрал уездный Совет из 70 человек. Рада избрала исполнительный комитет во главе с Иваном Николайчуком. Сохранилась резолюция этого съезда, вот ее отрывок: «Атаману Волынцу и всем славным казакам-повстанцам Крестьянский съезд шлёт свою искреннюю благодарность за борьбу по освобождению родного края от угнетателей-чужаков».
В 1920 году Иван Маркович женился на простой крестьянке-красавице Марфе Петровне Гулько, которая была его на 17 лет моложе. К моменту прихода большевиков Николайчук работал в сельской Кисляцкий школе Гайсинского уезда учителем. В 1926 году с должности учителя его перевели в Винницкий областной отдел народного образования (Облоно) сначала инспектором, а затем заместителем председателя Облоно. Но он не разделял взглядов коммунистов по вопросам хлебозаготовок и коллективизации. В 1927 году на собрании отдела в присутствии секретаря обкома партии очень резко выступил против колхозов, упорно защищая крестьян.
30 апреля 1928 по дороге домой (семья оставалась в Кисляке) с торжественного собрания в школе его догнал автомобиль. Четверо в штатском заставили сесть с ними, потом поездом увезли в неизвестном направлении. Все это выяснилось значительно позже. А для жены, семьи, коллег он пропал без вести … Долгие месяцы жена Марфа Петровна потратила на поиски. В школе, в Гайсинском ОГПУ, в Виннице отвечали, что не знают его местонахождения.
Помог Григорий Петровский, который был знаком с Николайчуком по якутской ссылке, и к которому сумела пробиться в Харькове Марфа Петровна. Петровский был тогда «всеукраинским старостой», председателем Всеукраинского ЦИК. При его содействии жене было разрешено даже свидание с Иваном Марковичем в тюрьме ОГПУ в Харькове, на Холодной горе. По окончании следствия по делу Гайсинской контрреволюционной организации Николайчук был приговорён к расстрелу с заменой 10 лет концлагерей и пожизненной высылке с поражением в правах. По сведениям семьи срок он отбывал на Соловецких островах

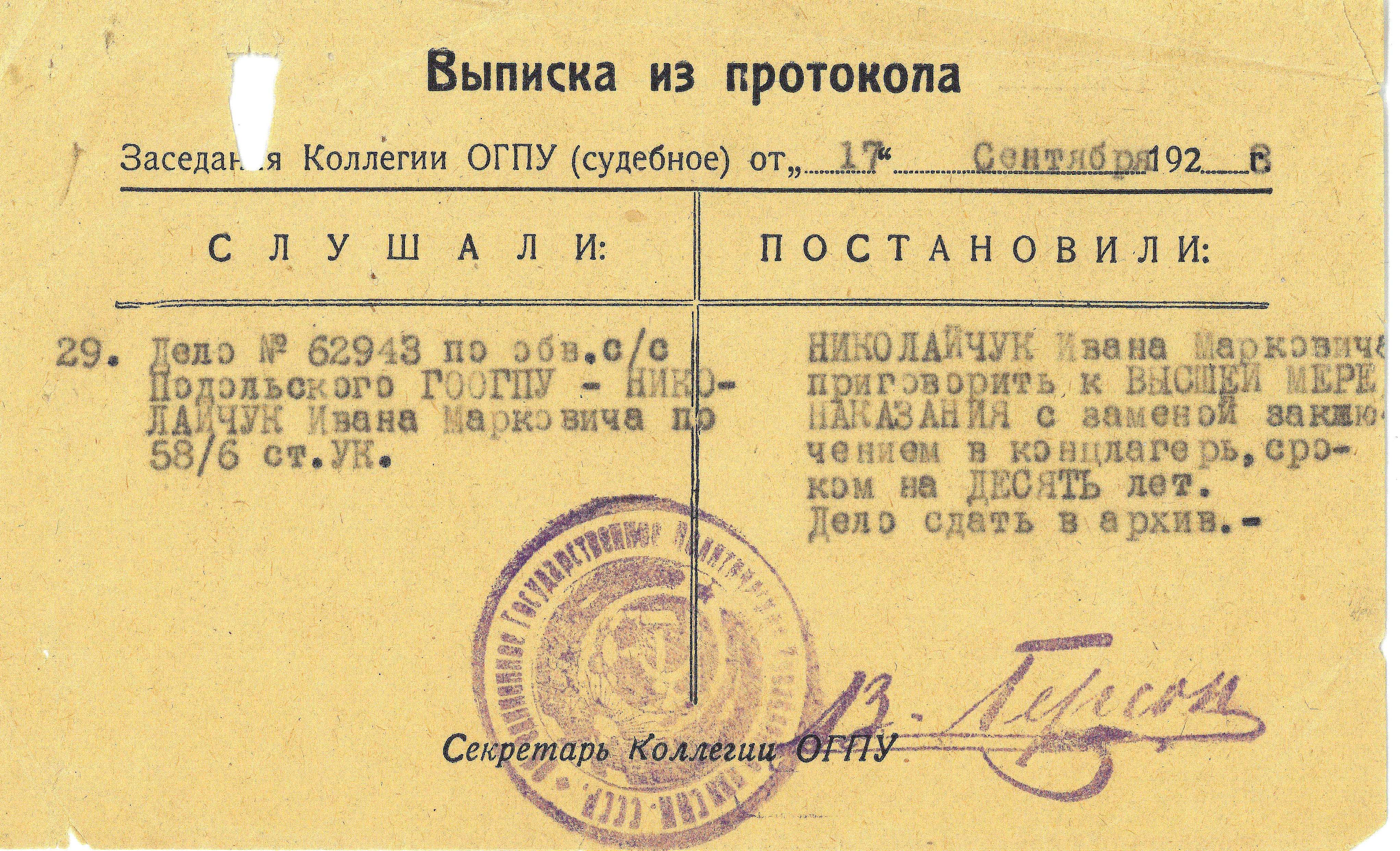
Судебный приговор. Оригинал с печатью и факсимиле секретаря коллегии ОГПУ.

В 1931 году Николайчук был привлечён к делу Украинского национального центра, осуждён по нему на 6 лет (по-видимому, с поглощением неотбытым сроком по первому делу).
После освобождения летом 1938 года написал книгу с острой критикой большевиков «Красная метла» о периоде коллективизации, об отъеме хлеба и продуктов у крестьян, об организации Голодомора. Рукопись книги не сохранилась.
В период оккупации в 1941 году вернулся с семьей в родную деревню Кисляк, где сразу же организовал обучение детей, восстановив среднюю школу, и стал её директором. Работал в школе и в селе Чекан.
И. М. Николайчук вернулся к политической деятельности, организовал и возглавил местную организацию украинских националистов, которая объединяла село Кисляк и другие соседние села.
Немецкие оккупационные власти потребовали от него стать редактором создаваемой ими газеты Гайсинского округа (нем. gebiet) и дали время обдумать их предложение. Сын Юрий просил отца спрятаться, убежать. Он отказался. Сказал: «Бежать? Нет, не буду! Думаешь меня они убьют? Нет, не меня — себя. Выгонят их — и духу их здесь не будет!».
Своим детям и потомкам через сына Юрия передал: «Живи достойно, сынок, с высоко поднятой головой. Честно, справедливо, порядочно. Так, чтобы не было человека, которому боялся посмотреть в глаза, и не было места в мире, куда бы боялся вернуться».
При повторном вызове к офицеру-гестаповцу он снова ответил категорическим отказом. 28 марта 1942 года его арестовали. Отвезли в Гайсин, откуда он сумел передать жене, что их увозят в городок Теплик, что в 35 км от Гайсина. Там 6 апреля 1942 вместе с тремя односельчанами и восемью уроженцами Гайсина Николайчук был расстрелян немцами.
По делу ОГПУ 1931 года был реабилитирован в 1989.

## Семья
- Жена — Марфа Петровна Миколайчук, урождённая Гулько (1902—1982),
  - Сын — Юрий,
    - Внук — Петр Миколайчук,
    - Внук — Валерий Николайчук,

  - Дочь — Галина,
  - Дочь — Лидия Корсун, урождённая Миколайчук
    - Внучка — Виктория Корсун,
    - Внучка — Оксана Корсун.

### Рекомендуемые источники
- Українська Центральна Рада: документи і матеріали: У 2 т / Нац. акад. наук України, Ін-т історії України. — К. : «Наукова думка», 1996. — (Пам’ятки історії України. Сер. V. Джерела новітньої історії). — ISBN 966-00-0011-1.:
- Т. 1 : 4 березня − 9 грудня 1917 р. Архивная копия от 22 декабря 2017 на Wayback Machine / упоряд. В. Ф. Верстюк [та ін.]; відп. ред. В. А. Смолій [та ін.]. — К. : [б.в.], 1996. — 589 с. — ISBN 966-00-0012-X.
  - Т. 2. : 10 грудня 1917р. − 29 квітня 1918р. Архивная копия от 22 декабря 2017 на Wayback Machine / упоряд. В. Ф. Верстюк [та ін.]; ред. В. А. Смолій [та ін.]. — [Б. м.] : [б.в.], 1997. — 422 с. — ISBN 966-00-0013-8.
- Український національно-визвольний рух. Березень − листопад 1917 року. Документи і матеріали. Архивная копия от 21 декабря 2017 на Wayback Machine — К. : Видавництво Олени Теліги, 2003. — 1024 с. — ISBN 966-7018-70-9.
- Коваль Р. М., Завальнюк К. В. Трагедія отамана Волинця. — К., 2002, — 288 с. Архивная копия от 22 декабря 2017 на Wayback Machine
- Стецюк Т. В. Ананій Волинець — організатор повстанського антибільшовицького руху на Поділлі доби УНР Архивная копия от 22 декабря 2017 на Wayback Machine (1919−1920)
- Літопис Червоної калини, 1930.
- Киев. Жертвы репрессий. Т. 1-2. Киев, 1997.

### Архивы
- ГА РФ. Ф. 102 — Департамент полиции Министерства внутренних дел, 7д/п, 1909, д. 2242; 1915, д. 1924;